# Sedanstraße 68

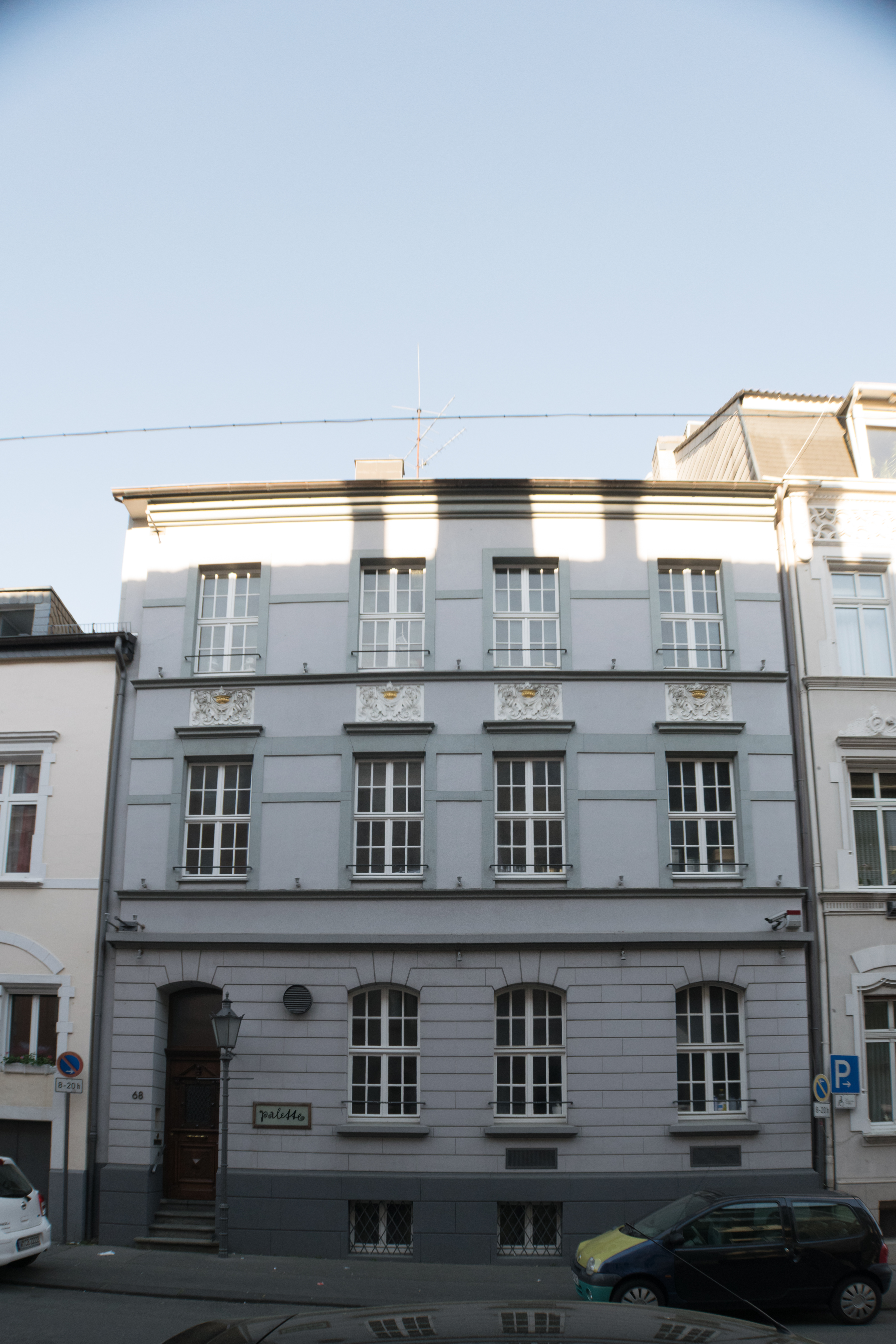
Sedanstraße 68

Sedanstraße 68 in Wuppertal-Barmen ist ein dreigeschossiges, vierachsiges Wohnhaus mit gegliederter Putzfassade und Satteldach. Das 1898 erbaute Gebäude ist Bestandteil eines historischen Straßenzuges und steht seit 1986 unter Denkmalschutz. Im Erdgeschoss besteht das Lokal Galerie Palette – Röderhaus, das in der zweiten Hälfte des 20. Jahrhunderts ein überregional bedeutender Künstlertreffpunkt war.

## Geschichte

### Ursprünge
Das Gebäude wurde 1898 errichtet. 1901 erwarb der Landschaftsmaler Georg Röder das Wohnhaus, das 1943 durch den Luftangriff auf Wuppertal-Barmen stark beschädigt wurde.

### GaleriePalette– Röderhaus

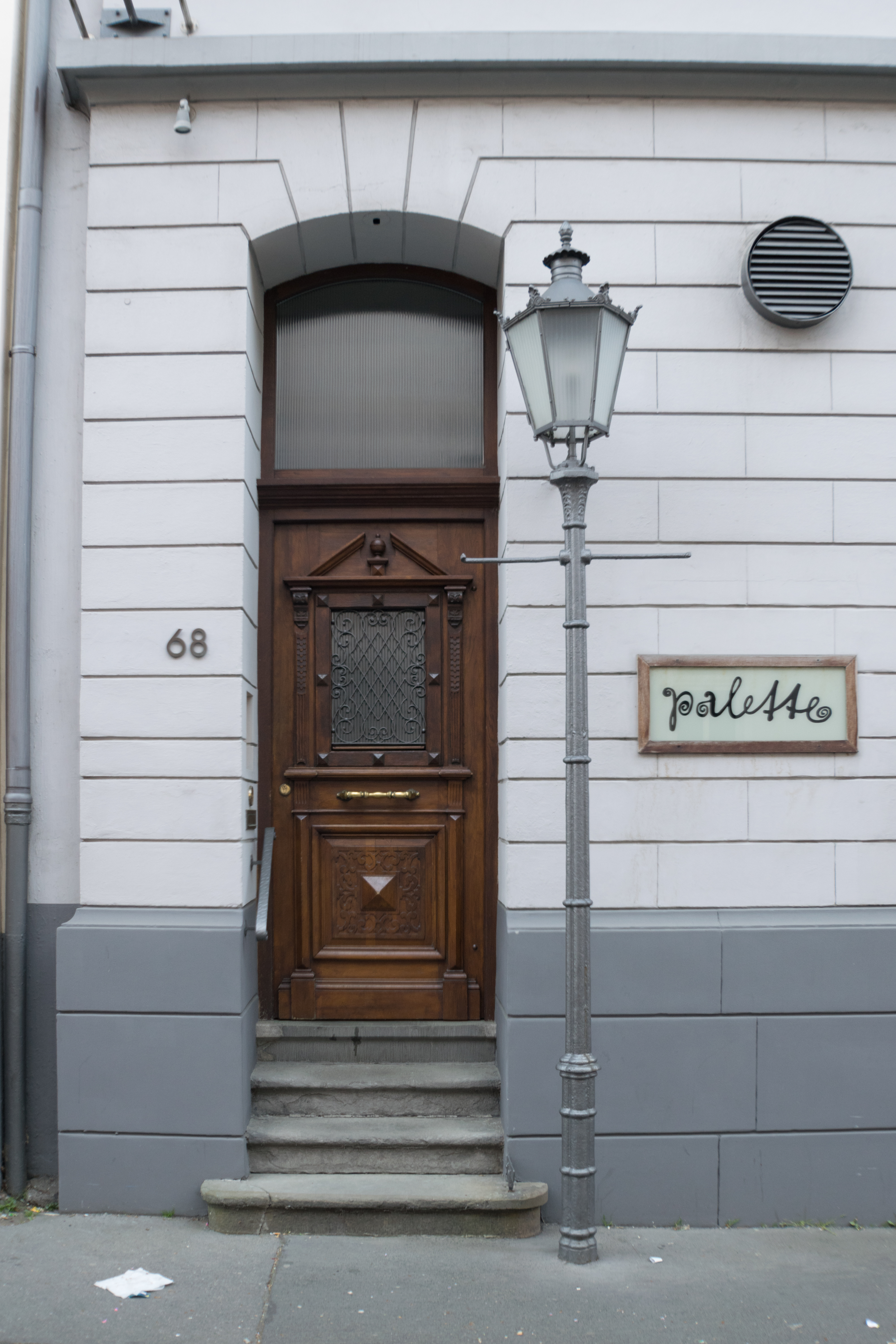
Sedanstraße 68

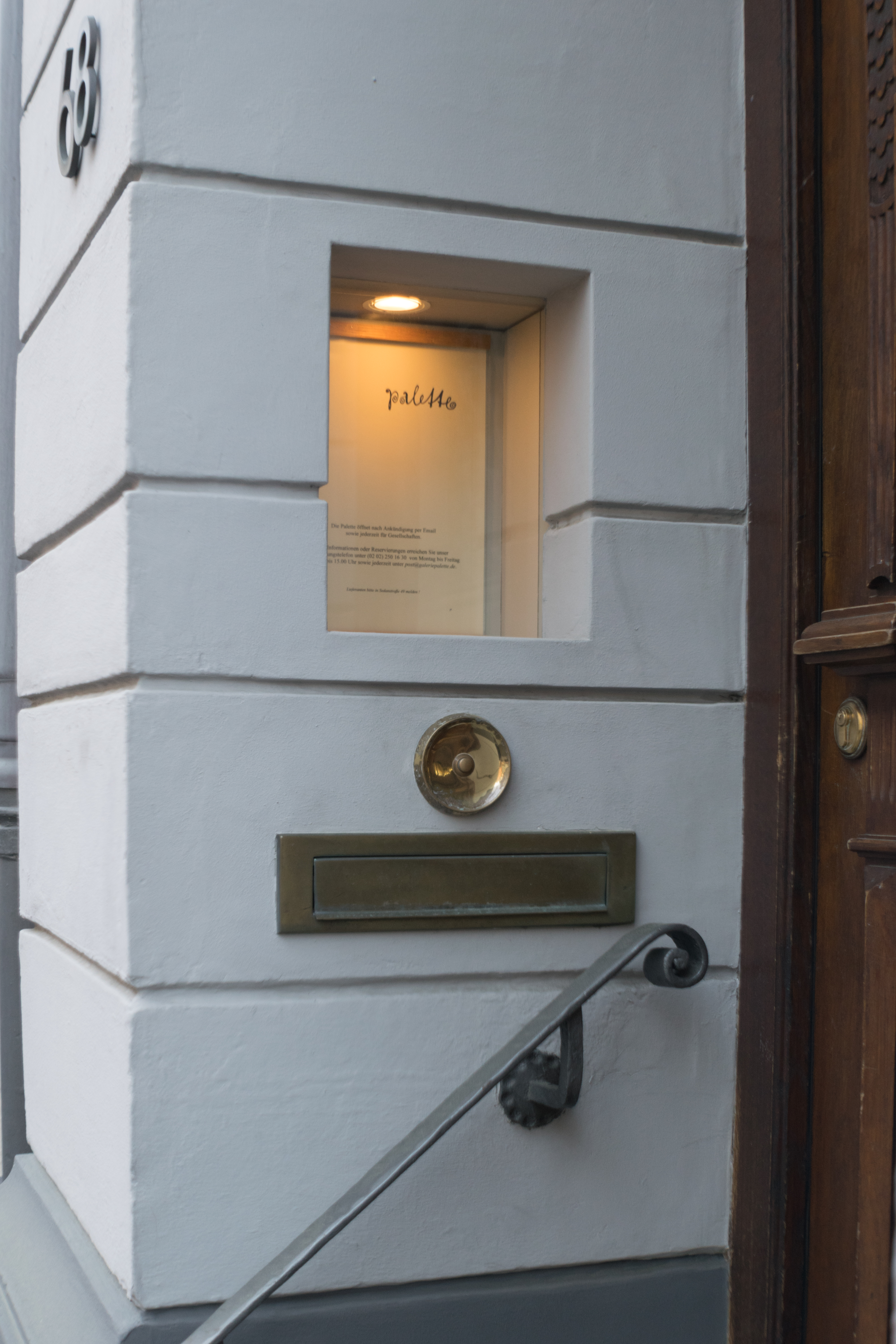
Sedanstraße 68

Georg Röders Sohn, der Maler Adolf Röder, führte nach dem Wiederaufbau gemeinsam mit seiner Gattin Eva Röder (geborene Sendler) ab 1950 als Gastronom und Galerist die im Erdgeschoss des Baudenkmals eingerichtete „Galerie Palette – Röderhaus“ (kurz: Palette, Schreibweise auch palette), mit dem das Paar für viele Jahre in Barmen einen Fixpunkt der überregionalen Kunstszene schuf.
Beide waren Mitbegründer des 1946 ins Leben gerufenen Rings bergischer Künstler (gruppe rbk), unter dem Vorsitz Adolf Röders. 1958 in Ring bildender Künstler umbenannt, bestand die Gruppe bis 1996 und war im Lokal der Röders beheimatet. Ab 1960 betrieb Adolf Röders Sohn, der Koch und Künstler Helmut Röder, das Lokal weiter.
Die Palette war für die Bildende Kunst in Wuppertal von großer Bedeutung. Die Galerie zeigte jährlich in vier oder fünf Ausstellungen unter Eva Röders Regie Arbeiten internationaler Künstler. Darüber hinaus war das Haus am Sedansberg Künstlertreff, Atelier, Privatmuseum, Wohnhaus, Speiserestaurant, aber auch ein politischer Treffpunkt. Johannes Rau, ehemaliger Oberbürgermeister von Wuppertal und Altbundespräsident, sowie der ehemalige deutsche Außenminister Hans-Dietrich Genscher (Wahlkreis Wuppertal-Barmen) nutzten in ihren Amtszeiten die Palette auch für politische Gespräche. Der Journalist Eike Pies berichtete: „Rau war einer der vielen Stammgäste der Palette. Nur für kurze Zeit sei er einmal abstinent gewesen – so hat er selbst immer wieder gerne erzählt –, nachdem er eines Nachts vor der Palettentür gestanden habe und dort seinen Hausschlüssel ins Schloss habe stecken wollen.“ Die 1957 erfolgte Auflösung der Gesamtdeutschen Volkspartei wurde seinerzeit an einem Tisch in der Palette beschlossen, woran der spätere Bundespräsident Gustav Heinemann maßgeblich beteiligt war. Der damalige Außenminister Hans-Dietrich Genscher und sein tschechoslowakischer Amtskollege Bohuslav Chňoupek legten bei einem Paletten-Besuch den Grundstein für die 1982 geformte Städtepartnerschaft Wuppertal – Košice. Zu den Gästen zählten Schaffende wie Heinrich Böll, Hildegard Knef, Justus Frantz, Charles Mingus, Otto Dix und viele andere.
„Schauspieler und Sänger, Maler und Musiker, Poeten und Journalisten, Politiker und Unternehmer, Manager und Macher – sie alle trafen sich mehr oder weniger regelmäßig in der „Galerie Palette – Röderhaus“, dem Künstlerlokal der Malerfamilie Röder auf dem Barmer Sedansberg. Als Vorsitzender der Gruppe „Ring bildender Künstler“ (gruppe rbk) hatte er (Adolf Röder) es geschickt verstanden, künstlerische Aktivitäten mit lokaler, nationaler und sogar internationaler Politik zu verbinden. Wo die Politik an Grenzen stieß, gelang ihm das nahezu Unmögliche: Über die Kunst und die Künstler hatte er seit 1958 die ersten persönlichen Kontakte hinter den Eisernen Vorhang geknüpft. Arbeiten polnischer, ungarischer, rumänischer, tschechischer und russischer Künstler wurden erstmals nach dem Krieg in der „Palette“ in Wuppertal und die Arbeiten der Künstler der gruppe rbk im Gegenzug erstmals in den Ländern des Ostblocks ausgestellt. Der multikulturelle Austausch erschloss neue Horizonte“, so Pies weiter.
Die „Galerie Palette – Röderhaus“ stiftete 1977 zu Georg Röders 110. Geburtstag einen nach ihm benannten Preis, die Georg-Röder-Medaille aus Bronze, für außergewöhnliche Leistungen auf dem Gebiet der bildenden Kunst.
Die Galerie Palette wird seit 1995 von Marcel Thomas geleitet.

#### Ausstellungen (Auswahl)
- Carl Bruno Bloemertz, 1971[14]
- Lutz de Bré, 1966[15]
- Vok Dams, 1971[10]
- Heinrich Dilly, 1963
- Ruth Eckstein, 1956[16]
- Ertuğrul Oğuz Fırat, 1970[17]
- Ingrid Gretenkort-Singert, 1981[18]
- Helga Haase, 1992[19]
- Theo Heimann, 1970 und 1973[20]
- Künstlergruppe Der Kreis, 1973[21]
- Armin Mehling, 1973[22]
- Jürgen Möbius, 1974[23]
- Christine Nyirady, 1987[24]
- Helwig Pütter, 1965[25] und 1992[19]
- Wilfried Reckewitz
- Adolf Röder, 1979[26]
- Georg Röder, 1968[27]
- Thomas Schriefers, 1994[28]
- Hannes Schultze-Froitzheim, 1963
- Grit Sensen, 1993[29]
- Wil Sensen, 1971[30]
- France Slana, 1963[31]
- Marita G. Weiden, 1994[32]
- Ulrich Zeh, 1972[33]
- Thema Farbe, 1969[34]
- Helmut Röder, 1970